# 吉田兼亮

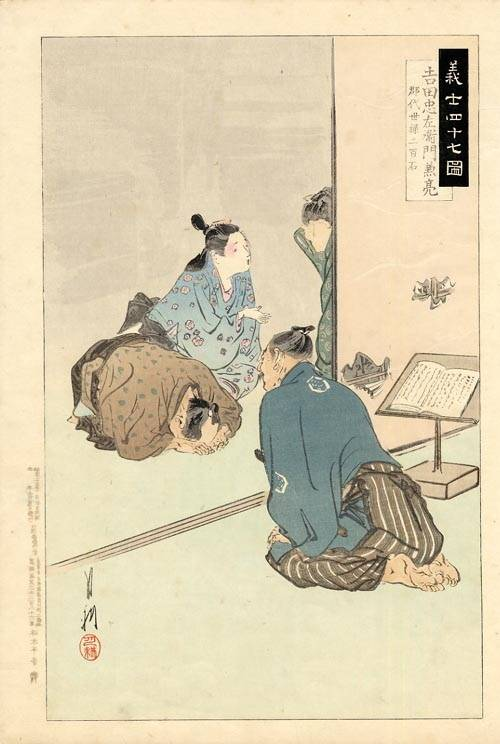
『義士四十七図　吉田忠左衛門兼亮』（尾形月耕画）

吉田 兼亮（よしだ かねすけ、寛永17年（1640年） - 元禄16年2月4日（1703年3月20日））は、江戸時代前期の武士。赤穂浪士四十七士の一人。通称は忠左衛門（ちゅうざえもん）。吉田之貫の子。本姓は藤原氏。家紋は丸の内花菱。変名は、田口一真、篠崎太郎兵衛。

## 生涯
寛永17年（1640年）、笠間藩主・浅野長直の家臣・吉田之貫の長男として笠間に生まれる。母は備中松山藩水谷家家臣貝賀左門の娘。弟に貝賀友信がいる。
正保2年（1645年）に浅野家が赤穂へ移封されたので、吉田家もこれに従った。兼亮も赤穂藩に仕え、足軽頭となった。また、浅野家中の甲州流軍学者近藤正純や近藤正憲に甲州流軍学、水沼久太夫から槍をそれぞれ学んだ。寛文3年（1663年）には熊井新八の娘と結婚、吉田九助（長男・早世）、吉田成重（次男・早世）、吉田兼貞（三男・嫡男）、吉田兼直（四男・吉田伝内）、吉田さん（長女・伊藤治興室）、吉田すえ（次女・那須高矩室）の四男二女を儲けた。また、寛文12年（1672年）には8歳の寺坂信行の世話をし吉田家の奉公人とした。貞享3年（1686年）には、赤穂浅野家の飛領の播磨国加東郡の郡代となり、200石役料50石を知行した。このときに寺坂もお供して加東郡へ向かい、この際に吉田配下の浅野家の足軽としている。
元禄14年（1701年）3月14日、主君・浅野長矩が江戸城松之大廊下で吉良義央に刃傷に及び、浅野長矩は即日切腹、赤穂藩は改易となった。この事件の報が赤穂に伝えられるとすぐに赤穂城へ駈けつけ、以後一貫して筆頭家老大石良雄派として行動する。なお、赤穂城での会議中に他藩の間者（スパイ）竹井某を捕らえる働きがあったといわれる。開城後は大石良雄とともに藩政残務処理を命じられ、遠林寺で事務にあたった。残務処理が終わったのちには播磨国三木町（現：兵庫県三木市）に移る。
兼亮は進藤俊式に兵学を学んでいた。俊式は叔父・進藤俊重の説得で後に脱盟し、討ち入りに反対した。兼亮は「人を選ぶいとまもない」と嘆いた。
元禄15年（1702年）3月、近松行重とともに江戸に下り、吉良義央への仇討ちを強硬に主張する堀部武庸ら急進派の説得にあたっている。その後も田口一真の変名で江戸に留まり、江戸の情報を京都の大石に伝える役目を果たす。同年7月、長矩の弟・浅野長広が広島の浅野宗家に永預けの処分を受けたことを大石に伝える。これにより浅野家再興が絶望的となり、大石は円山会議において以降は仇討一本とすることを決定した。大石の江戸下向の際には鎌倉まで迎えに出迎え、また大石が関東で最初に滞在した川崎平間村の軽部五兵衛宅離れも兼亮が手配したものである。
12月15日未明、赤穂浪士は吉良義央の屋敷へ討ち入り、兼亮は裏門隊の大将大石良金の後見にあたった。なお、討ち入りの最中に吉良の姿が見当たらず、浪士たちは焦りの色を見せるが、兼亮は同志を叱咤して探させたといわれる。武林隆重が吉良義央を斬殺し、一同がその首をあげたあと、浪士たちは浅野長矩の墓所のある泉岳寺へ引き揚げるが、途中、大石の命により富森正因とともに一行から離れて大目付仙石久尚の屋敷へ出頭して討ち入りの口上書を提出する役割を任された。その後、幕府の命により大石良雄とともに熊本藩主細川綱利の下屋敷にお預けとなる。細川家では対応する堀内重勝が無神経な成り上がり者だったので、これを馬鹿にしたりからかいともとれる言動を多くしている。（次々項の三章も参照）
元禄16年（1703年）2月4日、細川家家臣・雨森房親の介錯で切腹。享年64。主君浅野長矩と同じ高輪泉岳寺に葬られた。戒名は刃仲光剣信士。京都の本妙寺にも  境内に墓があるが、宝永元年（1704年）綿屋善右衛門という商人が建てた、遺骸の埋葬を伴わない供養塔である（同5年（1708年）の宝永の大火で焼失した。現在ある供養碑は新たに再建されたもの）。

## 後史
- 四男の吉田伝内兼直は連座による流刑先の伊豆大島では、伊豆代官手代の小長谷勘左衛門の厳しい監視を受け、開墾や畑仕事などにも従事した[3]。放免後は剃髪して出家、達玄愚忘という和尚になり、首のない兼亮像を三十三回忌に建て供養したという伝承がある[4]。
- 長女のさんの墓は永仙院にあったが、明治初期に廃寺になっている[5]。

## 人物・発言など
- 兼亮は大柄な体格で容貌魁偉であった。よほど体が大きかったらしく、細川家で義士預かりを担当した堀内重勝が書き遺したところによると、兼亮は「自分の体は大きく、切腹後には無様な姿になりそうなのですぐに風呂敷で包んでしまってほしい」といって費用のお金を細川家に渡したという。
- その堀内に寺坂信行について聞かれ「此の者は不届者にて候、重ねて其の名を仰せ下されまじき」と答えている[6]。
- 兼亮は下戸であった。堀内が下戸向けの茶や菓子を「忘れた」と言って出そうとしなかったので、大石と一緒になって堀内に酒をたらふく飲ませた。
- 石高は200石と原元辰（300石）や片岡高房（350石）に劣るが、武芸にも秀でて人望もあり、年齢も高かったので同士の間では大石に次ぐ人物として重んじられた。高松藩の忍者・金右衛門を捕まえ懲らしめたり[7]、備前商人に暴力をふるい債務を踏み倒すなど[8]、大石の藩札処理にも協力し活躍した。
- 古河藩士で孫にあたる伊藤治行（伊藤治興の嫡男）は「兼亮は大嘘つきである」と批判している[9][10]。

## 小説
- 「赤穂浪士の参謀」（菊池道人、廣済堂出版、1999年、ISBN 978-4331607244）